# Ammonozwiązki
Ammonozwiązki – związki chemiczne zawierające atom lub atomy azotu i tworzące azotowy układ związków oparty na amoniaku (NH
3), pełniący analogiczną rolę jak woda (H
2O) w często spotykanym tlenowym układzie akwozwiązków (tlenki, wodorotlenki, kwasy tlenowe, alkohole itp.). Do ammonozwiązków zalicza się pochodne zawierające grupy funkcyjne takie jak amidowa/aminowa (−NH
2), imidowa/iminowa (=NH) i azotkowa/nitrylowa (≡N).
Koncepcję tę zaproponował w roku 1935 Edward Curtis Franklin, który zauważył, że reakcje w ciekłym amoniaku są podobne do reakcji w wodzie, a w ich efekcie powstają związki chemiczne, które można układać w analogiczne serie, np. amidek sodu jest ammonozwiązkiem będącym azotowym odpowiednikiem wodorotlenku sodu, a oba powstają w podobnych reakcjach:
2Na + 2NH
3 → 2NaNH
2 + H
2↑
2Na + 2H
2O → 2NaOH + H
2↑